# Genezio
Genezio, né Yoan Makangou le 2 juin 2003 au Chesnay, est un rappeur et chanteur français.

## Biographie

### Origines et enfance
Yoan Makangou,,, de son vrai nom habite les Quartiers Nords de Villeneuve-Saint-Georges, où il arrive en classe de CM2. Avant cela, il passe par plusieurs départements d'Île-de-France, comme la Seine-et-Marne et les Yvelines. À 14 ans, il retourne quelque temps vivre au Congo le pays d'origine de ses parents, précisément à Brazzaville.
Il découvre le rap grâce à son oncle, qui écoute cela en boucle, avec des artistes comme Kery James, Sinik, Booba et Diam’s. Genezio explique en 2023 pour Booska-P : « j’étais un bébé magique : pour que j’arrête de pleurer, il me mettait de la musique, car c’était devenu ma routine ». Sa tante, la femme de cet oncle, est camerounaise et lui influe une culture afro classique.
À l'école, à Villeneuve-Saint-Georges, Genezio se trouve une vocation d'ingénieur du son. Sur l'ordinateur prêté par son collège se trouve le logiciel Audacity, et Genezio enregistre ainsi ses amis rappeurs et il se met également à faire du rap.

### Carrière

#### Débuts en groupe
Genezio se lance véritablement dans la musique avec son cousin, avec quelques freestyles. Il s'intéresse particulièrement à la Bounce music et s'inspire de Young Thug. Sa voix d'enfant le dirige vers le chant. « Au début, je ne chantais pas, je rappais seulement mais j’avais une voix d’enfant et tout le monde avait une voix plus grave que moi… ».
Plus tard, il fonde le groupe "la Gé'" avec deux amis, dont le nom se réfère à "la Genezio". Ils sont encadrés par Loss, le père d'un membre, et signés dans son label indépendant Lossa Records. Le projet est professionnel, il leur donne une vision et les développe. Le groupe se sépare après quelques années.

#### Débuts en solo et premier EP (2021-2022)
Après la séparation du groupe, Genezio en reprend le nom et se lance en solo avec un freestyle sur Instagram. Ensuite, dès 2021, il est l'auteur de la série de freestyles Vibestars. Selon les mots de Booska-P, « il y décline un style constitué de gimmicks captivants et d’un amour prononcé pour la rumba congolaise ». Les premiers morceaux de la série sont regroupés dans le disque de cinq pistes Vibestars : Pre-Saison au mois d'avril 2022, où aucun featuring ne figure,.
En 2023, Genezio explique que Vibestars est « le premier mot qui m’est venu en tête quand je me suis demandé comment j’appellerai la série de freestyles. Je me voyais comme une étoile, mais qui ne brillait pas encore pour tous. Ce mot, il va plus loin que la musique. Une bonne personne, elle fait de la bonne musique. La vibestars, c’est une mentalité aussi. Je ne peux pas faire deux fois la même chose, je le fais à la vibe, à l’instantané ».
En janvier 2022, Genezio se fait petit à petit et de plus en plus un nom dans le rap et la "mélo", en partie grâce l'application TikTok. Au cours de l'année 2022, Genezio dévoile huit singles, souvent accompagnés de clips.

#### Concrétisation et deux mixtapes (2023)
Genezio est ainsi sélectionné par Booska-P parmi leurs 11 rappeurs à suivre au cours de l'année 2023.
Il débute l'année par sa première mixtape, Vibestars : Saison 1, en février 2023. « Le soir même de la release party, j’ai repris le travail au studio. Telle une machine », commente-t-il en 2023 pour Booska-P. Sur ce premier projet conséquent (12 titres et 2 freestyles) se trouvent des featurings avec Leto et Ms Tungi.
Il enchaîne ensuite et étonne par sa surproductivité, jusqu'à sortir Vibestars : Saison 2, où il ajoute 14 titres supplémentaires en septembre 2023. Il s'agit d'un triple album, où il reprend les deux premiers opus de Vibestars. Désormais, de nombreuses collaborations s'y trouvent. Genezio convie en effet Dadju, Landy, Gambino La MG, Naza et Guy2Bezbar sur cette deuxième mixtape.
Dans ces deux premières mixtape, Genezio propose de très nombreux morceaux dont le titre comprend un "Gé" ou "G", comme Gé La Fame, Gé Appris, Gé Raison, G'innov, G'en reviens pas,, rappellant à la fois son premier groupe et son pseudonyme, comme une marque de fabrique.

#### Bounce Music 1 & 2 (2024)
En 2024, Genezio innove en partageant un morceau chaque mercredi à 16h00 à partir de Royal Palace le 1er mai 2024. L'EP évolutif intitulé Bounce Music les compile et compte huit morceaux. Chaque sortie de morceau est accompagnée d'une vidéo de promotion sur TikTok.
Genezio annonce la saison 2 de Bounce Music à compter du 9 octobre 2024. L'EP de huit titres est également évolutif, avec une sortie chaque mercredi soir. Il comprend des collaborations avec Tiakola, Ronisia, La Mano 1.9 et MHD.

## Discographie

### Apparitions
- 2022 : Harley feat. Jey Brownie et Genezio - Sten (sur l'EP Fragrance)
- 2022 : Jey Brownie feat. Genezio et Ms Tungi - Distant (sur l'album Exorde)
- 2022 : Megaski feat. Genezio - Guitarisé (sur l'album DLK 3)
- 2022 : Wejdene feat. Genezio - Rebeu Renoi (sur l'album Glow Up)
- 2023 : Label Blue Sky feat. Genezio et Noxious - Gé le plan (sur l'EP COOTB vol.2)
- 2023 : Zélie feat. Genezio - Drogue douce (sur l'album Zélie c'est quoi?)
- 2023 : La Pépite feat. Genezio et Théodore - Ray Liotta (sur la compilation Apollo: Mission Evangelion)
- 2023 : Elh Kmer feat. Genezio - Porte des étoiles (sur l'album Vivaldi)
- 2023 : Zokush feat. Genezio - L'Américaine (sur l'album Sûr et certain)
- 2023 : Seysey feat. Genezio - Gé la vision (sur l'EP Symphology)
- 2023 : Prototype feat. Genezio - Promesses (sur l'album Farewell)
- 2023 : Skefre feat. Genezio - C'est ma vie (sur l'EP Skrrt Vol.2)
- 2023 : Shaz et Alex Grox feat. Genezio - Focus // 808Club
- 2023 : Raplume feat. Genezio et Lujipeka - Rien de rien (sur la compilation Miel)
- 2023 : NT feat. Genezio - Franklin
- 2024 : DJ Babs feat. Genezio - Sala bien
- 2024 : Popey feat. Genezio - Sans toi (sur l'album A découvert)
- 2024 : Dinero feat. Genezio - Vice
- 2024 : Game Over feat. Genezio et Gambino La MG - Tout donner (sur la compilation Game Over 3 - Terminal 2)
- 2024 : Lamatrix feat. Genezio - Boulot (sur l'album Serein)
- 2024 : Keuchei feat. Genezio - Ma folie (sur l'album Gang ou rien)
- 2024 : Sope feat. Genezio - Imbibé (sur l'album Imbibé de noir)
- 2024 : Prototype feat. Genezio - S.O.S (sur l'EP La fête du Serpent)
- 2024 : Tiakola feat. Genezio et Prototype - Pona nini (sur la mixtape BDLM Vol. 1)
- 2024 : Tvslym feat. Genezio - C.J.C
- 2024 : Fior 2 Bior feat. Genezio - Connexion (sur la mixtape Gbopkarada, vol.1)
- 2024 : La Fouine feat. Jey Brownie et Genezio - Bissap (sur la mixtape Capitale du Crime Radio)
- 2024 : La Fouine feat. Genezio - Briller (sur la mixtape Capitale du Crime Radio)
- 2024 : Tayc feat. Genezio - J'æ aççepté (sur l'EPTestimony.)
- 2025 : Heuss l'Enfoiré feat. Genezio - 2, 3 shots
- 2025 : Nahir feat. Genezio et Vacra - Tueur (sur l'album Rien Sans Lien)
- 2025 : Saamou feat. Genezio - Cadeau
- 2025 : Sonny Rave feat. Genezio - R&Bounce (sur l'EP Silk & Shadows)
- 2025 : Ms Tungi feat. Genezio - 1200
- 2025 : Beendo Z feat. Genezio - Tellement tourné (sur l'EP Propa)
- 2025 : J9ueve feat. Genezio - I <3 U (sur l'album Harmony)
- 2025: Dopelym feat Genezio - Yako (WHO IS DOPE ?)

## Style
Genezio est adepte de la Bounce music. « Je suis là pour te faire bouncer. Je suis un enfant de la bounce d’Atlanta, ça fait partie de la naissance même du hip-hop », explique-t-il. On lui prête des influences trap, drill, et dans la musique d'Afrique de l'Ouest, entre rap et chant,. Ses paroles sont dures, mais sa voix est douce. Pour Booska-P, il « s’inscrit dans cette nouvelle génération de mélodistes en herbe qui arrive pour dominer le rap français », comme Tiakola et Rsko.
Plus jeune, il rappe en forçant sur sa voix, jusqu'à ce qu'on lui parle du chant et de son lien avec la culture congolaise. Il tente alors quelques mélodies et travaille pour s'améliorer. « J’aime le chant, parce qu’il faut savoir manier sa voix et qu’à partir de là, on peut développer beaucoup de choses, au-delà des mélodies. Je me considère comme un artiste, avec plusieurs cordes à mon arc et je ne me mets pas de barrières musicalement ».
Parmi ses inspirations peuvent être cités Kanye West, DJ Khaled et RZA (membre du Wu-Tang Clan).